# Grania homochaeta
Grania homochaeta is een ringworm uit de familie van de Enchytraeidae. De wetenschappelijke naam van de soort is voor het eerst geldig gepubliceerd in 2009 door DeWit, Rota & Erséus.